# Zsiványbecsület
A Zsiványbecsület (eredeti angol címe 3 Bad Men) 1926-ban bemutatott amerikai néma westernfilm. Rendezte John Ford, ez volt az utolsó néma westernje.
Berkes Ildikó A western című könyvében Három rosszember címen említi a filmet.

## Cselekménye
1877-ben Dakotában a kormány versenyeket szervez a földek szétosztásához: aki elsőként ér egy kijelölt földdarabra, az lesz a tulajdonosa. Sokan igyekeznek a város felé, hogy szerencsés esetben földterülethez és ott esetleg aranyhoz jussanak. Köztük van Lee Carlton, a szép fiatal lány is, akinek apját gonosztevők megölték. Három „rossz ember”, baljós arcú idősödő férfi elhatározza, hogy pártfogásába veszi a lányt, részt vesznek a versenyen és (Dan személyében) vőlegényt is találnak Lee-nek. A városban a csaló Layne Hunter seriff az úr, aki bandájával minden versenytársat eltetet az útból. A három jó „rossz ember” élete feláldozásával megmenti a lányt, aki így elsőként érhet a földdarabra, Lee és Dan egymásra találhat.

## Fogadtatása nálunk
Egyszerre izgalmas és megható is a történet, váltakoznak benne a drámai és a könnyedén humoros jelenetek. „Az amerikai filmromantikának és érzelmességnek kivételesen tisztán ragyogó példája ez a film.” – írta róla Hevesy Iván 1926-ban. Minden tekintetben kiemelkedő alkotásnak tartotta, különösen a kocsiversenyt, a tömegjeleneteket és „a három aranyszívű csirkefogó alakításá”-t emelte ki.

## Szereplők
- George O’Brien – Dan O'Malley
- Olive Borden – Lee Carlton
- Lou Tellegen – Sheriff Layne Hunter
- Tom Santschi – "Bull" Stanley
- J. Farrell MacDonald – Mike Costigan
- Frank Campeau – "Spade" Allen
- Priscilla Bonner – Millie Stanley
- Otis Harlan – Editor Zach Little
- Phyllis Haver – Lily (prairie beauty)
- Georgie Harris – Joe Minsk
- Alec B. Francis – Rev. Calvin Benson
- Jay Hunt – Nat Lucas (old prospector)
- Grace Gordon – Millie's pal
- George Irving – Gen. Neville
- Bud Osborne – Hunter's henchman
- Vester Pegg – Henchman shooting